# Tjæreby Sogn (Slagelse Kommune)
 For alternative betydninger, se Tjæreby Sogn. (Se også artikler, som begynder med Tjæreby Sogn)
Tjæreby Sogn er et sogn i Slagelse-Skælskør Provsti (Roskilde Stift).
I 1800-tallet var Tjæreby Sogn et selvstændigt pastorat. Det hørte til Vester Flakkebjerg Herred i Sorø Amt. Tjæreby sognekommune blev ved kommunalreformen i 1970 indlemmet i Skælskør Kommune, der ved strukturreformen i 2007 indgik i Slagelse Kommune.
I Tjæreby Sogn ligger Tjæreby Kirke.
I sognet findes følgende autoriserede stednavne:
- Basnæs (ejerlav, landbrugsejendom)
- Eggeslevlille (bebyggelse, ejerlav)
- Fladmose (bebyggelse)
- Lundby (bebyggelse, ejerlav)
- Lundstorp (bebyggelse, ejerlav)
- Rødkulle Huse (bebyggelse)
- Teglværkshuse (bebyggelse)
- Tjæreby (bebyggelse, ejerlav)
- Toftebjerg (landbrugsejendom)
- Transbygård (landbrugsejendom)
- Tystofte (bebyggelse, ejerlav)
- Vedskølle (bebyggelse, ejerlav)
- Ærtebjerg (bebyggelse)
- Ølsmose (bebyggelse)